# سيف للخدمات الأمنية
سـيف (بالإنجليزية: SAFE)‏ هي شركة خدمات الأمن الوطني المنشأة حديثًا، مملوكة بالكامل لصندوق الاستثمارات العامة، بهدف تطوير وتنمية قطاع الحراسات والخدمات الأمنية الخاصة في المملكة العربية السعودية. وتعمل الشركة في قطاعات رئيسية مختلفة مثل: المدن الذكية، والمطارات والموانئ، والجهات الحكومية، والمناطق السكنية، والمؤسسات التجارية، والملاعب الرياضية، والفعاليات الجماهيرية.

## وصلات خارجيَّة
- الموقع الرسمي
- سيف للخدمات الأمنية" ستعمل على تقديم منصة للحلول المبتكرة
- ماذا نعرف عن شركة "سيف" التي أطلقها الصندوق السيادي السعودي؟